# Lista över slott och herresäten i Finland
Detta är en lista över slott och herresäten i Finland. Flertalet av slotten uppfördes under de århundraden som Finland tillhörde Sverige (fram till  1721/1743/1809).

## Slott och herresäten i Finland
| Namn                        | Finskt namn                                    | Historiskt landskap | Datering    | Bild         |
| --------------------------- | ---------------------------------------------- | ------------------- | ----------- | ------------ |
| Vanhalinna                  | Liedon vanhalinna                              | Egentliga Finland   | 1300 f.Kr.~ |              |
| Borgbacken, Borgå           | Porvoon Iso Linnanmäki                         | Nyland              | 800~        |              |
| Junkarsborg                 | Junkarsborgin linna                            | Nyland              | 1200~       |              |
| Hakastaro borg              | Hakastaron linna                               | Egentliga Finland   | 1250~       |              |
| Haga borg                   | Hakoisten linna                                | Tavastland          | 1250~       |              |
| Åbo slott                   | Turun linna                                    | Egentliga Finland   | 1280        |              |
| Botby fornborg              | Vartiokylän linnavuori                         | Nyland              | 1300~       |              |
| Kastelholms slott           | Kastelholma                                    | Åland               | 1300~       |              |
| Vreghdenborg                | Liinmaan linna                                 | Satakunda           | 1300~       |              |
| Tavastehus slott            | Hämeen linna                                   | Tavastland          | 1320        |              |
| Kumo slott                  | Kokemäen linna                                 | Satakunda           | 1324        |              |
| Korsholms slott             | Korsholman linna                               | Österbotten         | 1350~       |              |
| Raseborgs slott             | Raaseporin linna                               | Nyland              | 1378        |              |
| Borgen på Husholmen i Borgå | Husholmenin linna                              | Nyland              | 1380~       |              |
| Aborch (Älvborg)            | Aborchin linna (Jokilinna)                     | Satakunda           | 1387        |              |
| Stenberga slott             | Teinperin linna                                | Egentliga Finland   | 1389        |              |
| Högholmen                   | Högholmenin linnasaari                         | Egentliga Finland   | 1390~       |              |
| Wartholm                    | Wartholm (Wartholman linna / Wartholmin linna) | Nyland              | 1395~       |              |
| Kustö biskopsborg           | Kuusiston piispanlinna                         | Egentliga Finland   | 1400        |              |
| Sibbesborg                  | Sipoonlinna                                    | Nyland              | 1400~       |              |
| Olofsborg                   | Olavinlinna                                    | Savolax             | 1475        |              |
| Orivirta skans              | Orivirran saarto                               | Savolax             | 1540~       |              |
| Bullerborg                  | Bullerborgin linna                             | Karelen             | 1547        |              |
| Slottsbacken i Ekenäs       | Tammisaaren Linnanmäki                         | Nyland              | 1571        |              |
| Uleåborgs slott             | Oulun linna                                    | Österbotten         | 1590        |              |
| Kajaneborg                  | Kajaanin linna                                 | Österbotten         | 1604        |              |
| Braheslott                  | Brahelinna                                     | Savolax             | 1646        |              |
| Villmanstrands fästning     | Lappeenrannan linnoitus                        | Karelen             | 1720        |              |
| Fredrikshamns fästning      | Haminan linnoitus                              | Nyland              | 1720        |              |
| Sveaborg                    | Suomenlinna                                    | Nyland              | 1748        |              |
| Landfästningen i Lovisa     | Loviisan maalinnoitus                          | Nyland              | 1748        |              |
| Svartholms fästning         | Svartholman linnoitus                          | Nyland              | 1749        |              |
| Kärnäkoski fästning         | Kärnäkosken linnoitus                          | Karelen             | 1791        |              |
| Kymmeneborg                 | Kyminlinna                                     | Kymmenedalen        | 1794        |              |
| Svensksunds sjöfästning     | Ruotsinsalmen merilinnoitus                    | Kymmenedalen        | 1794        |              |
| Hangöbefästningarna         | Hangon linnoitus                               | Nyland              | 1794        |              |
| Bomarsunds fästning         | Bomarsunnin linnoitus                          | Åland               | 1832        |              |
| Qvidja                      | Kuitia                                         | Egentliga Finland   | 1480        |              |
| Sjundby                     | Sjundbyn kartano                               | Nyland              | 1560        |              |
| Svidja slott                | Suitia linna                                   | Nyland              | 1540        | Svidja slott |
| Svartå slott                | Mustion linna                                  | Nyland              | 1792        |              |
| Presidentens slott          | Presidentinlinna                               | Nyland              | 1814        |              |
| Gullranda                   | Kultaranta                                     | Egentliga Finland   | 1915        |              |

## Historiska slott i Finland
Dessa byggnader låg tidigare i Finland, men vid senare gränsdragningar har de hamnat i ett annat land.
| Namn              | Finskt namn      | Historiskt landskap | Tillhör idag | Datering | Bild |
| ----------------- | ---------------- | ------------------- | ------------ | -------- | ---- |
| Kexholms fästning | Käkisalmen linna | Karelen             | Ryssland     | 1200~    |      |
| Tiuri slott       | Tiurinlinna      | Karelen             | Ryssland     | 1200~    |      |
| Viborgs slott     | Viipurin linna   | Karelen             | Ryssland     | 1293     |      |
| Kivinebbs slott   | Kivennavan linna | Karelen             | Ryssland     | 1554     |      |